# Euagathis alluaudi
Euagathis alluaudi är en stekelart som beskrevs av Granger 1949. Euagathis alluaudi ingår i släktet Euagathis och familjen bracksteklar. Inga underarter finns listade i Catalogue of Life.